# Gerrit de Vries
Gerrit de Vries (ur. 13 maja 1967 w Oldeberkoop) – holenderski kolarz szosowy i torowy, złoty medalista szosowych mistrzostw świata.

## Kariera
Największy sukces w karierze Gerrit de Vries osiągnął w 1986 roku, kiedy wspólnie z Robem Harmelingiem, Tomem Cordesem i Johnem Talenem zdobył złoty medal w drużynowej jeździe na czas na szosowych mistrzostwach świata w Colorado Springs. Był to jednak jedyny medal wywalczony przez niego na międzynarodowej imprezie tej rangi. Na tych samych mistrzostwach zajął także 64. miejsce w wyścigu ze startu wspólnego amatorów. W 1988 roku wystartował na igrzyskach olimpijskich w Seulu, gdzie wraz z kolegami zajął jedenastą pozycję w drużynowej jeździe na czas. W tej samej konkurencji zdobywał też brązowe medale na mistrzostwach świata juniorów w latach 1984-1985. Kilkakrotnie startował w Tour de France, najlepszy wynik osiągając w 1991 roku, kiedy zajął 34. miejsce w klasyfikacji generalnej. Zajął też między innymi 26. miejsce w Vuelta a España w 1993 roku. W 1985 roku został wicemistrzem Holandii juniorów w wyścigu ze startu wspólnego, a rok później zdobył medal na torowych mistrzostwach kraju, zajmując trzecie miejsce w indywidualnym wyścigu na dochodzenie. W 1997 roku zakończył karierę.
Jego żoną jest była norweska kolarka Anita Valen.